# Armada de Chile
Die Armada de Chile sind die Seestreitkräfte der Republik Chile und mit 19.800 Soldaten die zweitstärkste Teilstreitkraft der Chilenischen Streitkräfte.

## Organisation
Die Marine ist in fünf Bezirke unterteilt, erster Bezirk und Hauptquartier in Valparaíso, zweite Zone in Talcahuano, dritter Bezirk in Punta Arenas, vierter Bezirk in Iquique und die letzte fünfte Zone in Puerto Montt. In der Seestreitkraft dienen 19.800 Soldaten, darunter 3.600 Marineinfanteristen und 600 Soldaten bei den Marinefliegern.
Der größte Flottenstützpunkt ist die Basis in Valaparaiso. Sie ist der Heimathafen der Escuadra Nacional (nationales Geschwader), der die größeren Einheiten, insbesondere die Fregatten, unterstellt sind. Die  U-Boote bilden die Fuerza de Submarinos, die in Talcahuano beheimatet ist.
Die Marineflieger haben ihren Hauptstützpunkt in Concón am Flughafen Viña del Mar und dienen zur Aufklärung und Unterstützung der Marineeinheiten. Hier liegt die Fuerza Aeronaval N°1, der fast alle fliegenden Staffeln der Aviación Naval unterstellt sind. Die kleinere Fuerza Aeronaval N°2 betreibt Detachments im Norden in Iquique und im Süden des Landes in Punta Arenas, wo auch der Stab beheimatet ist.
Der beiden wesentlichen Stationierungsorte des Cuerpo de Infantería de Marina de Chile sind Conchon und Talcahuano. Zur Marineinfanterie gehören die amphibische Expeditionsbrigade Brigada Anfibia Expedicionaria, das Spezialeinsatzkommando Comando de Fuerzas Especiales und das Comando Anfibio y de Transportes Navales mit seinen Landungsschiffen.
Daneben gibt es noch das Centro de Entrenamiento de la Armada für die Marineschulen und seit 2022 das Comando de Rescate y Salvataje, dass  für Rettungs- und Bergungseinsätze verantwortlich ist.

## Ausrüstung
Die Marine von Chile verfügt über folgende Schiffe, Luftfahrzeuge und Fahrzeuge:

### Schiffe

#### U-Boote
| Klasse   | Bild | Herkunft    | Anzahl | Schiffe           | Schiffe | Anmerkungen                                                        |
| Klasse   | Bild | Herkunft    | Anzahl | Name              | Kennung | Anmerkungen                                                        |
| -------- | ---- | ----------- | ------ | ----------------- | ------- | ------------------------------------------------------------------ |
| Typ 209  |      | Deutschland | 2      | Thomson Simpson   | 20 21   | Ausgerüstet mit Exocet Seezielflugkörpern und Black Shark Torpedos |
| Scorpène |      | Frankreich  | 2      | Carrera O’Higgins | 22 23   | Ausgerüstet mit Exocet Seezielflugkörpern und Black Shark Torpedos |

#### Fregatten
| Klasse        | Bild | Herkunft               | Anzahl | Schiffe                                              | Schiffe  | Anmerkungen |
| Klasse        | Bild | Herkunft               | Anzahl | Name                                                 | Kennung  | Anmerkungen |
| ------------- | ---- | ---------------------- | ------ | ---------------------------------------------------- | -------- | --- |
| Duke          |      | Vereinigtes Königreich | 3      | Almirante Cochrane Almirante Condell Almirante Lynch | 05 06 07 | Ehemalige Schiffe der Royal Navy. Ausgestattet mit Harpoon Seezielflugkörpern, CAMM Flugabwehrraketen und einem Hubschrauber.                                |
| Adelaide      |      | Australien             | 2      | Capitán Prat Almirante Latorre                       | 11 14    | Ehemalige Schiffe der Royal Australian Navy. Ausgerüstet mit Harpoon Seezielflugkörpern, RIM-162 Flugabwehrraketen, MU90 Torpedos und zwei Hubschraubern.    |
| Karel-Doorman |      | Niederlande            | 2      | Almirante Blanco Encalada Almirante Riveros          | 15 18    | Ehemalige Schiffe der Niederländischen Marine. Ausgestattet mit Exocet Seezielflugkörpern, RIM-7 Flugabwehrraketen, Mark-46 Torpedos und einem Hubschrauber. |
| Broadsword    |      | Vereinigtes Königreich | 1      | Almirante Williams                                   | 19       | Ehemaliges Schiff der Royal Navy. Ausgerüstet mit Harpoon Seezielflugkörpern, Barak-1 Flugabwehrraketen, Mark-46 Torpedos und einem Hubschrauber.            |

#### Patrouillenboote
| Klasse  | Bild | Herkunft | Anzahl | Schiffe                                                                                                   | Schiffe           | Anmerkungen |
| Klasse  | Bild | Herkunft | Anzahl | Name | Kennung           | Anmerkungen |
| ------- | ---- | -------- | ------ | --- | ----------------- | --- |
| OPV-80  |      | Chile    | 4      | Piloto Pardo Comandante Policarpo Toro Marinero Fuentealba Cabo Odger                                     | 81 82 83 84       | Zwei Schiffe sind Eisbrecher.                                                                                        |
| Sa’ar-4 |      | Israel   | 3      | Casma Chipana Angamos                                                                                     | 30 31 34          | Ehemalige Schiffe der Israelischen Marine. Ausgestattet mit Gabriel Flugabwehrraketen und Exocet Seezielflugkörpern. |
|         |      | Chile    | 6      | Contramaestre Micalvi Contramaestre Ortiz Aspirante Isaza Aspirante Morel Corneta Cabrales Piloto Sibbald | 71 72 73 74 77 78 | |

#### Amphibische Angriffsschiffe und Landungsschiffe
| Klasse | Bild | Herkunft   | Anzahl | Schiffe                    | Schiffe   | Anmerkungen |
| Klasse | Bild | Herkunft   | Anzahl | Name                       | Kennung   | Anmerkungen |
| ------ | ---- | ---------- | ------ | -------------------------- | --------- | --- |
| Foudre |      | Frankreich | 1      | Sargento Aldea             | 91        | Ehemaliges Schiff der französischen Marine. Kapazität für 4 Hubschrauber, 3 kleinere Landungsboote, 22 Panzer und 470 Soldaten. |
| BATRAL |      | Chile      | 2      | Rancagua Chacabuco         | 92 93     | Kapazität für 1 Hubschrauber, 7 Panzer und 140 Soldaten.                                                                        |
|        |      | Chile      | 1      | Elicura                    | 95        | |
| CDIC   |      | Frankreich | 1      | Soldado Canave             | 9101      | Nutzung in der Sargento Aldea.                                                                                                  |
| CTM    |      | Frankreich | 2      | Cabo Reyes Soldado Fuentes | 9102 9103 | Nutzung in der Sargento Aldea.                                                                                                  |

#### Hilfsschiffe
| Klasse          | Bild | Herkunft           | Funktion             | Anzahl | Schiffe                | Schiffe | Anmerkungen                    |
| Klasse          | Bild | Herkunft           | Funktion             | Anzahl | Name                   | Kennung | Anmerkungen                    |
| --------------- | ---- | ------------------ | -------------------- | ------ | ---------------------- | ------- | ------------------------------ |
|                 |      | Niederlande        | Feuerschiff          | 1      | George Slight Marshall | 63      | [ 7 ]                          |
|                 |      | Chile              | Forschungsschiff     | 1      | Cabo de Hornos         | 61      |                                |
| Henry J. Kaiser |      | Vereinigte Staaten | Trossschiff          | 1      | Almirante Montt        | 52      | Ehemaliges Schiff der US Navy. |
|                 |      | Schweden           | Trossschiff          | 1      | Araucano               | 53      | [ 8 ]                          |
|                 |      | Chile              | Unterstützungsschiff | 1      | Aguiles                | 41      |                                |
|                 |      | Indien             | Schlepper            | 1      | Janequeo               | 65      |                                |
|                 |      | Spanien            | Schulschiff          | 1      | Esmeralda              | 43      |                                |

Des Weiteren verfügt die Marine über sechs weitere Hilfsschiffe.

#### Zukünftige schwimmende Einheiten
Derzeit baut die Chilenische Marine, bei der staatlichen Werft ASMAR, vier neue Transport- und Versorgungsschiffe und einen neuen Eisbrecher. Der Bau für den ersten Truppentransporter begann im Februar 2022 und soll nach der Fertigstellung das Unterstützungsschiff Aquiles ersetzen. Der neue Eisbrecher Almirante Viel wurde Ende 2022 vom Stapel gelassen und soll Ende 2023 getestet werden. Geplant ist ebenfalls in näherer Zukunft neue Fregatten zu beschaffen, um die mittlerweile fast 30 Jahre alten Fregatten zu ersetzen.

### Luftfahrzeuge

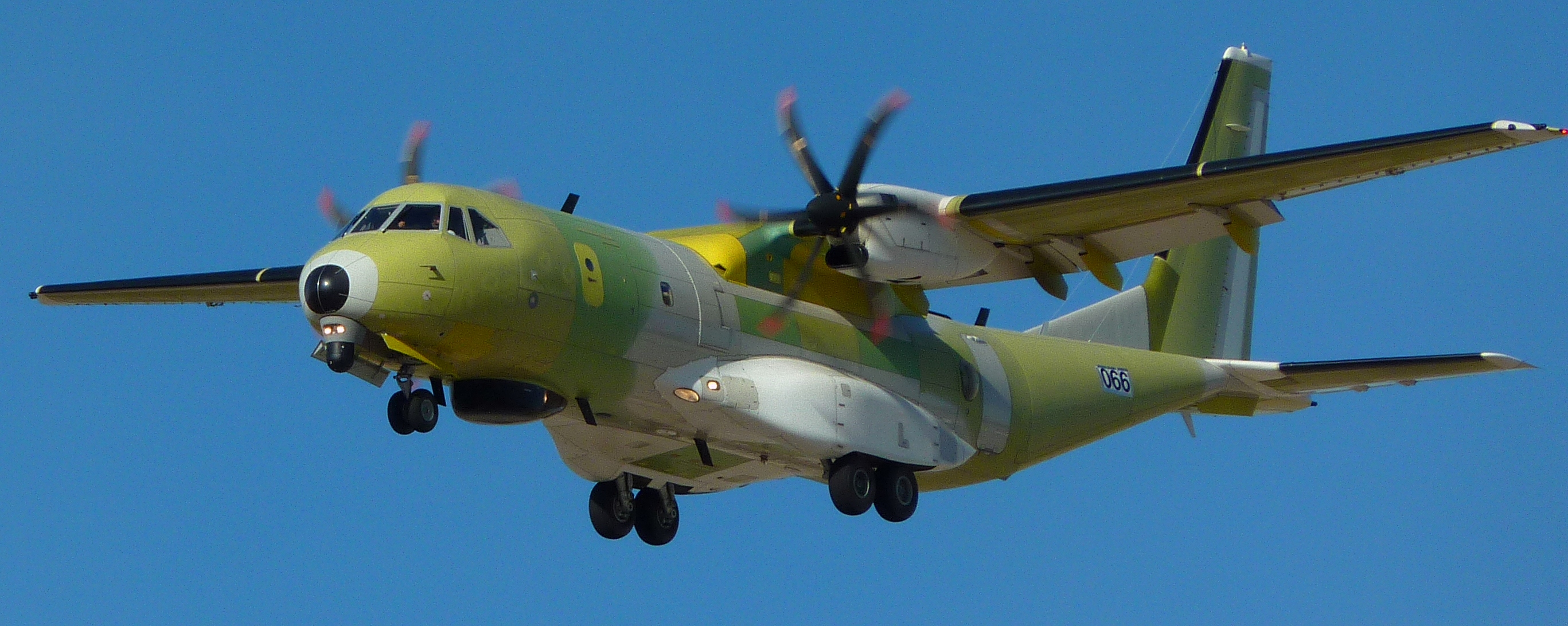
C-295 der Chilenischen Marine

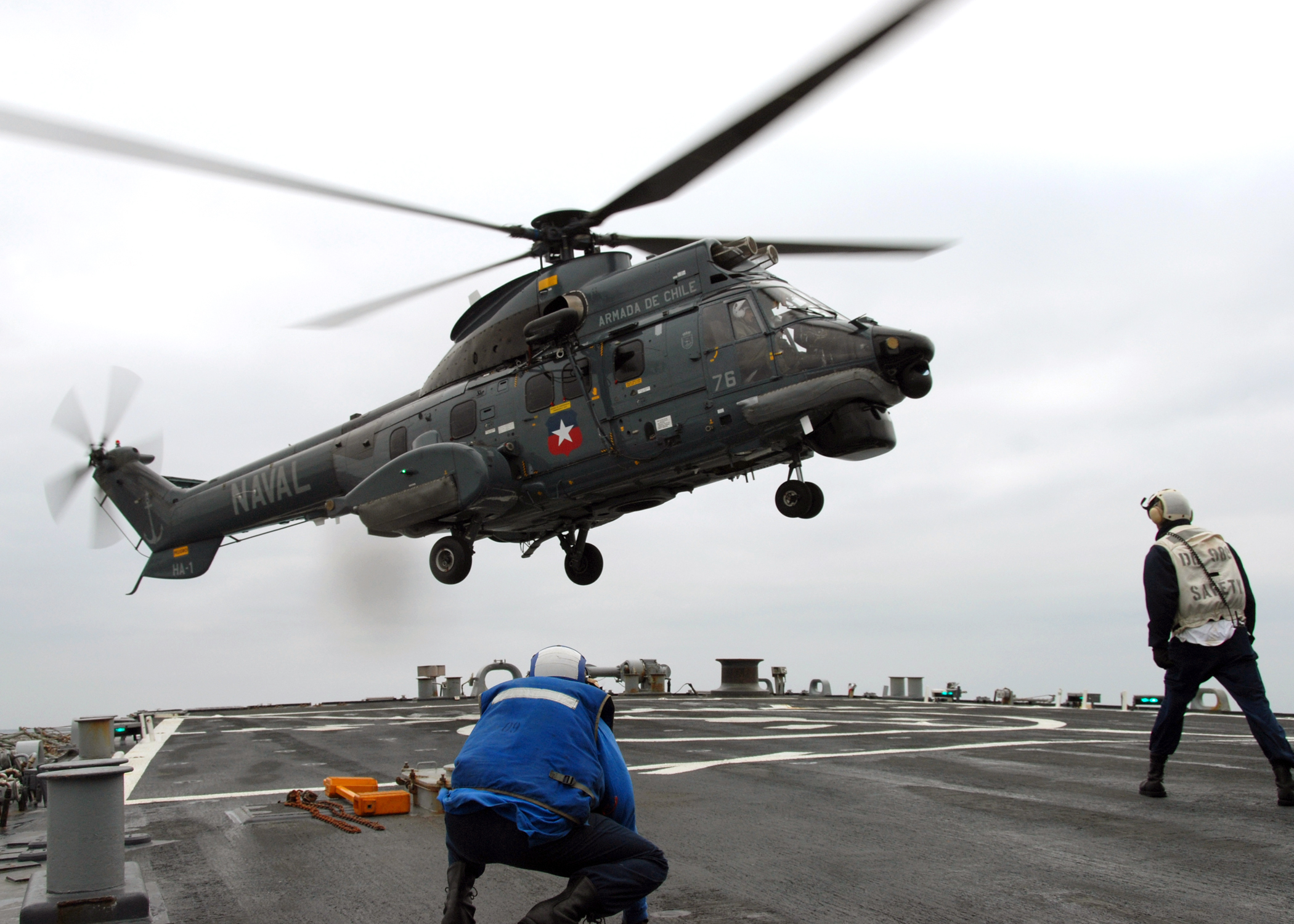
Aérospatiale AS 332 bei der Landung

| Typ                     | Herkunft                          | Funktion              | Version   | Aktiv     | Bestellt  | Anmerkungen |
| Flugzeuge               | Flugzeuge                         | Flugzeuge             | Flugzeuge | Flugzeuge | Flugzeuge | Flugzeuge   |
| ----------------------- | --------------------------------- | --------------------- | --------- | --------- | --------- | ----------- |
| CASA C-295              | Spanien                           | Seefernaufklärer      |           | 3         |           |             |
| Embraer EMB 110         | Brasilien                         | Seefernaufklärer      |           | 4         |           |             |
| Lockheed P-3            | Vereinigte Staaten                | Seefernaufklärer      |           | 2         |           |             |
| Partenavia P.68         | Italien                           | Aufklärungsflugzeug   |           | 7         |           |             |
| Pilatus PC-7            | Schweiz                           | Schulflugzeug         |           | 7         |           |             |
| Hubschrauber            |                                   |                       |           |           |           |             |
| Eurocopter Dauphin      | Frankreich                        | Mehrzweckhubschrauber | AS365     | 8         |           |             |
| Bölkow Bo 105           | Deutschland                       | Mehrzweckhubschrauber |           | 4         |           |             |
| Airbus Helicopters H125 | Frankreich                        | Mehrzweckhubschrauber |           | 3         | 2         |             |
| Aérospatiale AS 332     | Frankreich Vereinigtes Königreich | Transporthubschrauber | H215M     | 7         |           |             |

### Fahrzeuge und Waffensysteme

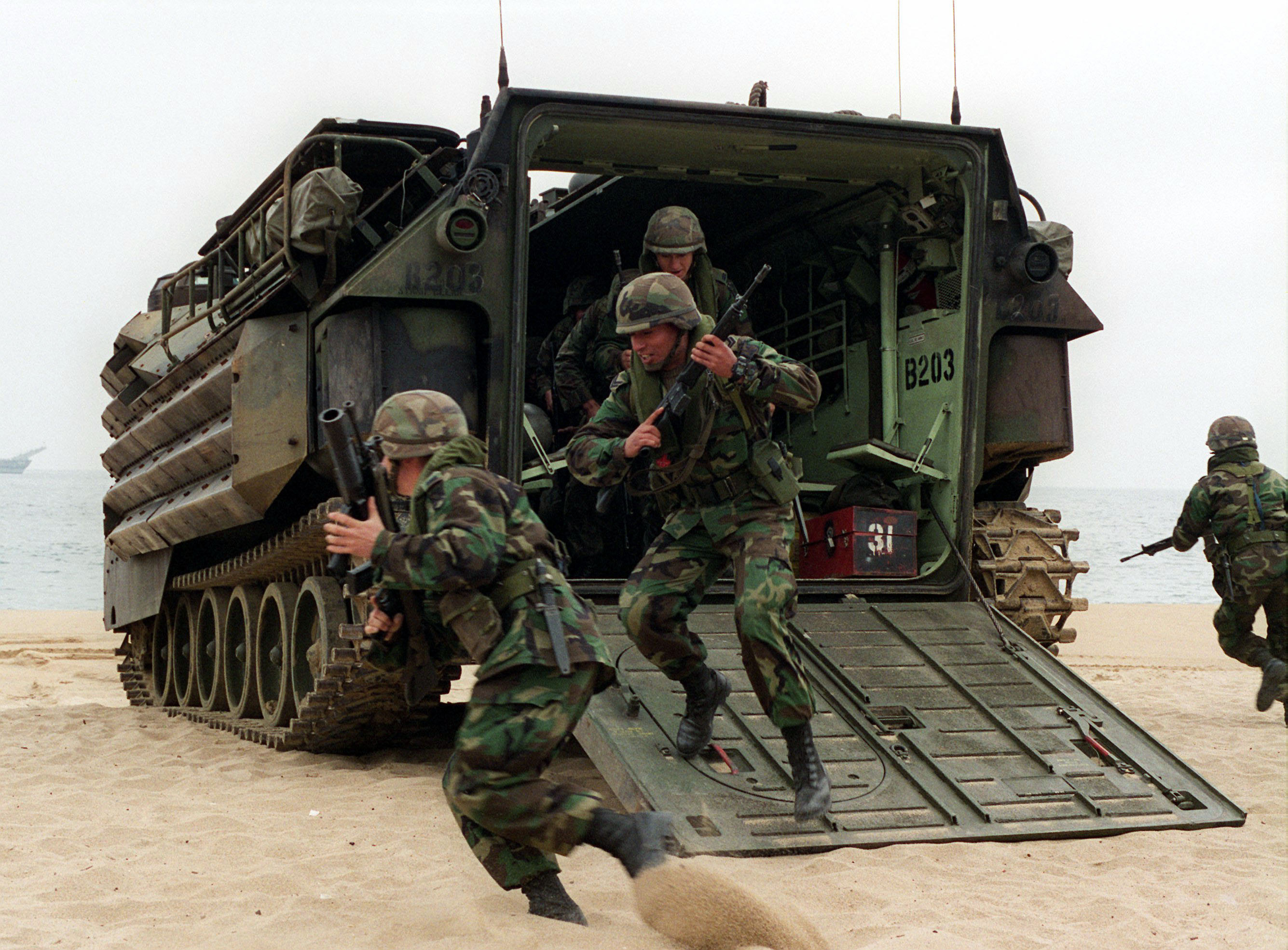
Soldaten steigen aus einem Assault Amphibious Vehicle

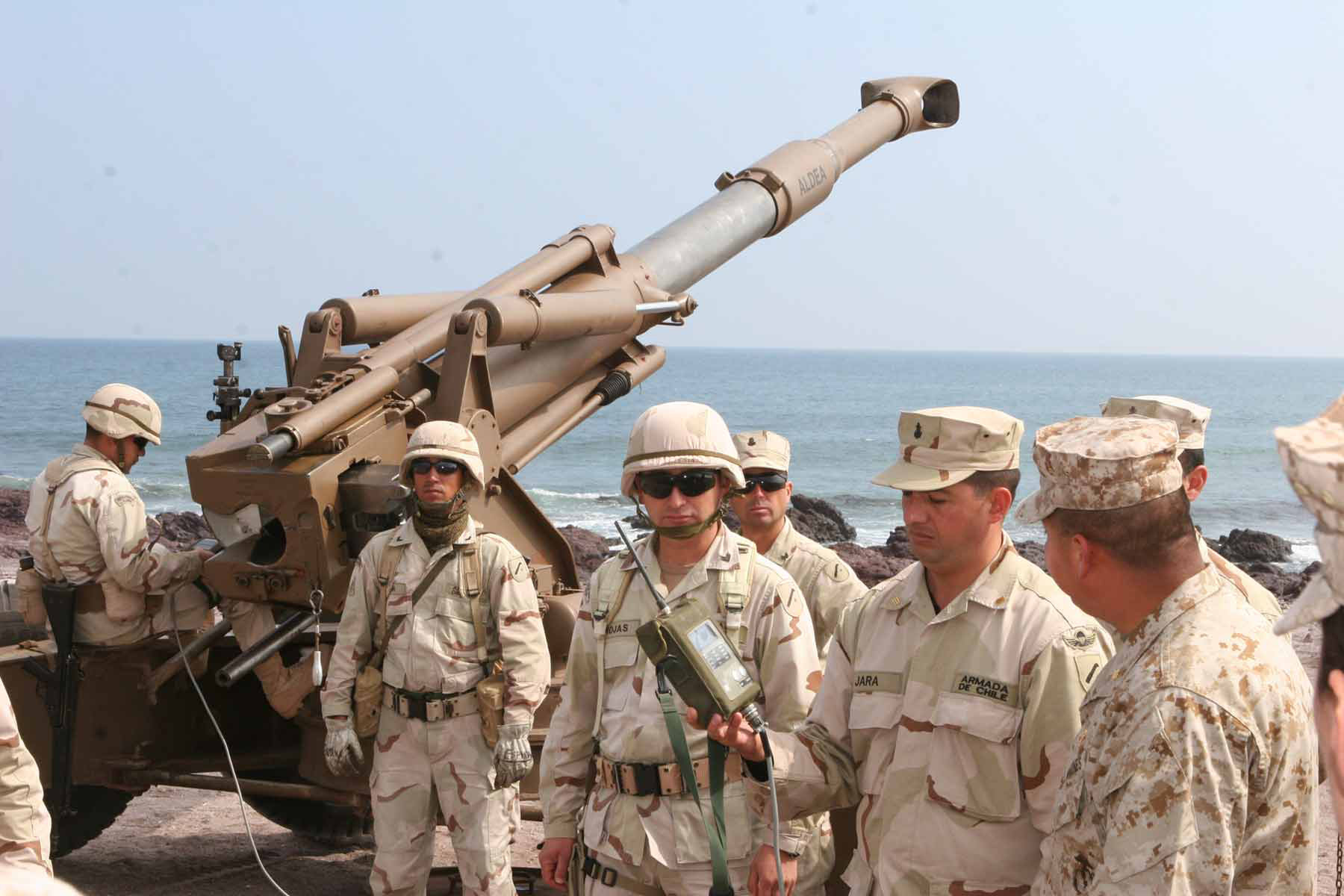
Marinesoldaten vor einer M-71 Haubitze

| Typ                        | Herkunft               | Funktion                        | Version   | Anzahl    | Anmerkungen |
| Fahrzeuge                  | Fahrzeuge              | Fahrzeuge                       | Fahrzeuge | Fahrzeuge | Fahrzeuge   |
| -------------------------- | ---------------------- | ------------------------------- | --------- | --------- | ----------- |
| Scorpion                   | Vereinigtes Königreich | Leichter Panzer                 | FV101     | 15        |             |
| LAV III                    | Kanada                 | Schützenpanzer                  | NZLAV     | 9         |             |
| Mowag Roland               | Schweiz                | Mannschaftstransporter          |           | 25        |             |
| Assault Amphibious Vehicle | Vereinigte Staaten     | Amphibischer Truppentransporter |           | 12        |             |
| Artillerie                 |                        |                                 |           |           |             |
| KH178                      | Südkorea               | 105-mm-Haubitze                 |           | 7         |             |
| Soltam M-71                | Israel                 | 155-mm-Haubitze                 |           | 16        |             |
|                            |                        | 81-mm-Mörser                    |           | 16        |             |
| Küstenverteidigung         |                        |                                 |           |           |             |
| Exocet                     | Frankreich             | Seezielflugkörper               | MM.38     |           |             |
| Flugabwehrwaffen           |                        |                                 |           |           |             |
| Avenger                    | Vereinigte Staaten     | Flugabwehrraketetensystem       | M998M1097 | 410       |             |

## Küstenwache
Die chilenische Küstenwache gehört offiziell, nicht so wie in vielen anderen Ländern, direkt zur Marine und verfügt über folgende Patrouillenboote:
- 26× Archangel-Klasse ()
- 18× Protector-Klasse ()
- 6× Typ 44 ()
- 4× Dabur-Klasse ()
- 1× Ona ()

## Dienstgrade
| Dienstgradgruppe  | Generale  | Generale      | Generale        | Generale  | Stabsoffiziere   | Stabsoffiziere     | Stabsoffiziere     | Hauptleute / Leutnante | Hauptleute / Leutnante | Hauptleute / Leutnante | Hauptleute / Leutnante | Offiziersanwärter |
| ----------------- | --------- | ------------- | --------------- | --------- | ---------------- | ------------------ | ------------------ | ---------------------- | ---------------------- | ---------------------- | ---------------------- | ----------------- |
| Ärmelabzeichen    |           |               |                 |           |                  |                    |                    |                        |                        |                        |                        |                   |
| Dienstgrad        | Admiral   | Vizeadmiral   | Konteradmiral   | Kommodore | Kapitän zur See  | Fregattenkapitän   | Korvettenkapitän   | Kapitänleutnant        | Oberleutnant zur See   | Leutnant zur See       | Gardemarin             | kein Äquivalent   |
| Span. Bezeichnung | Almirante | Vicealmirante | Contraalmirante | Comodoro  | Capitán de navío | Capitán de fragata | Capitán de corbeta | Teniente Primero       | Teniente Segundo       | Subteniente            | Guardiamarina          |                   |